# Niels Kaas

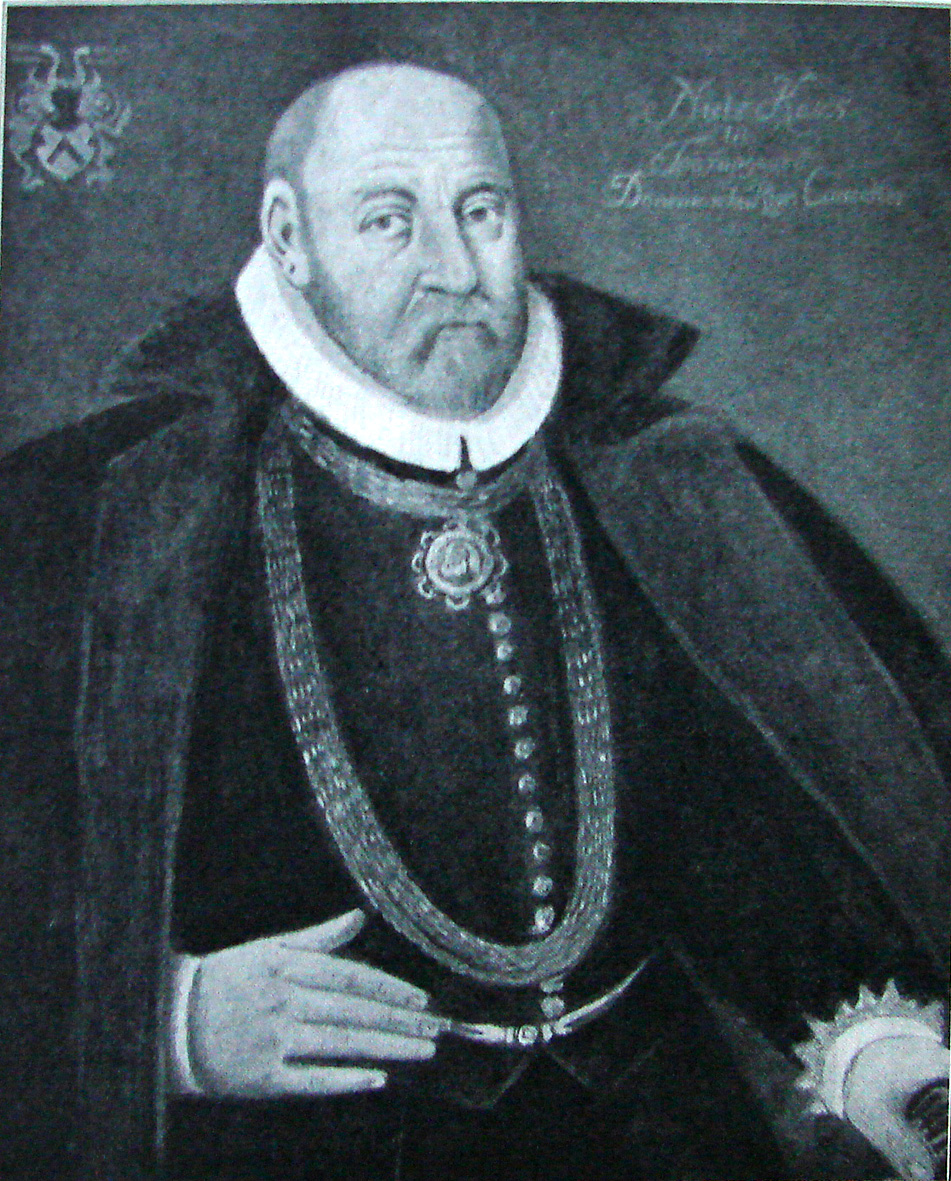
Niels Kaas

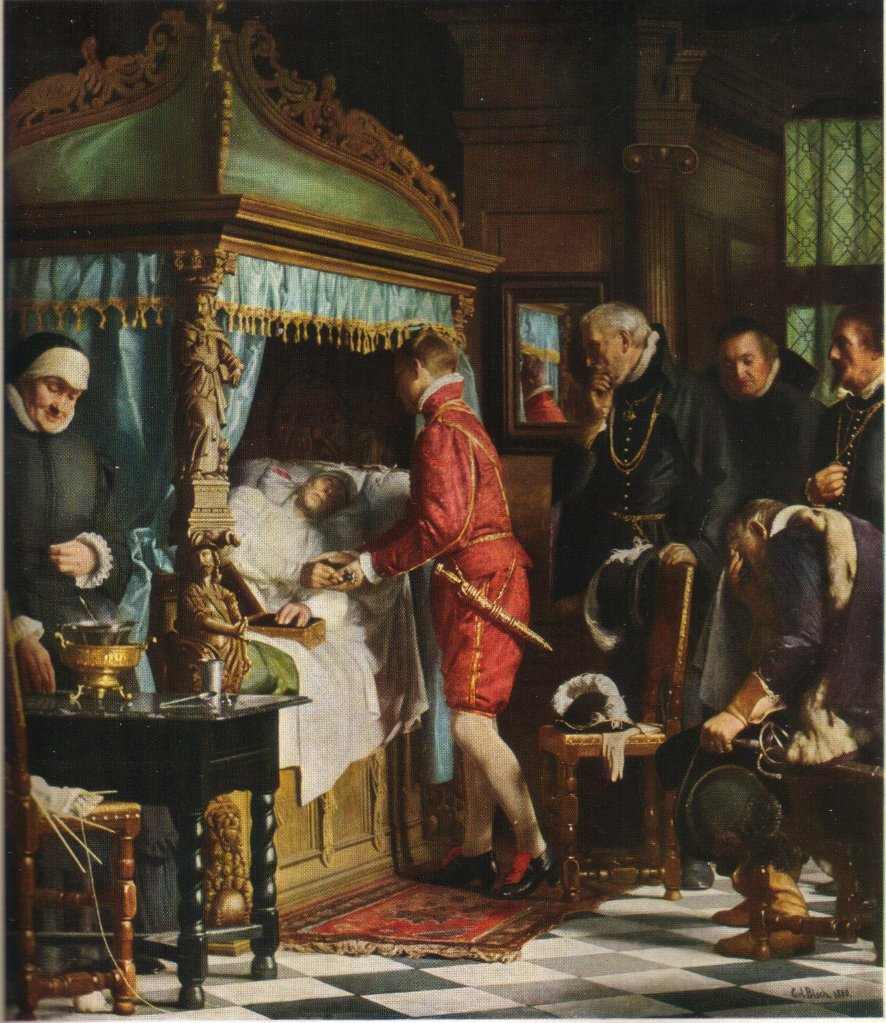
Niels Kaas instruiert auf seinem Totenbett den König Christian für die weitere Regierung.

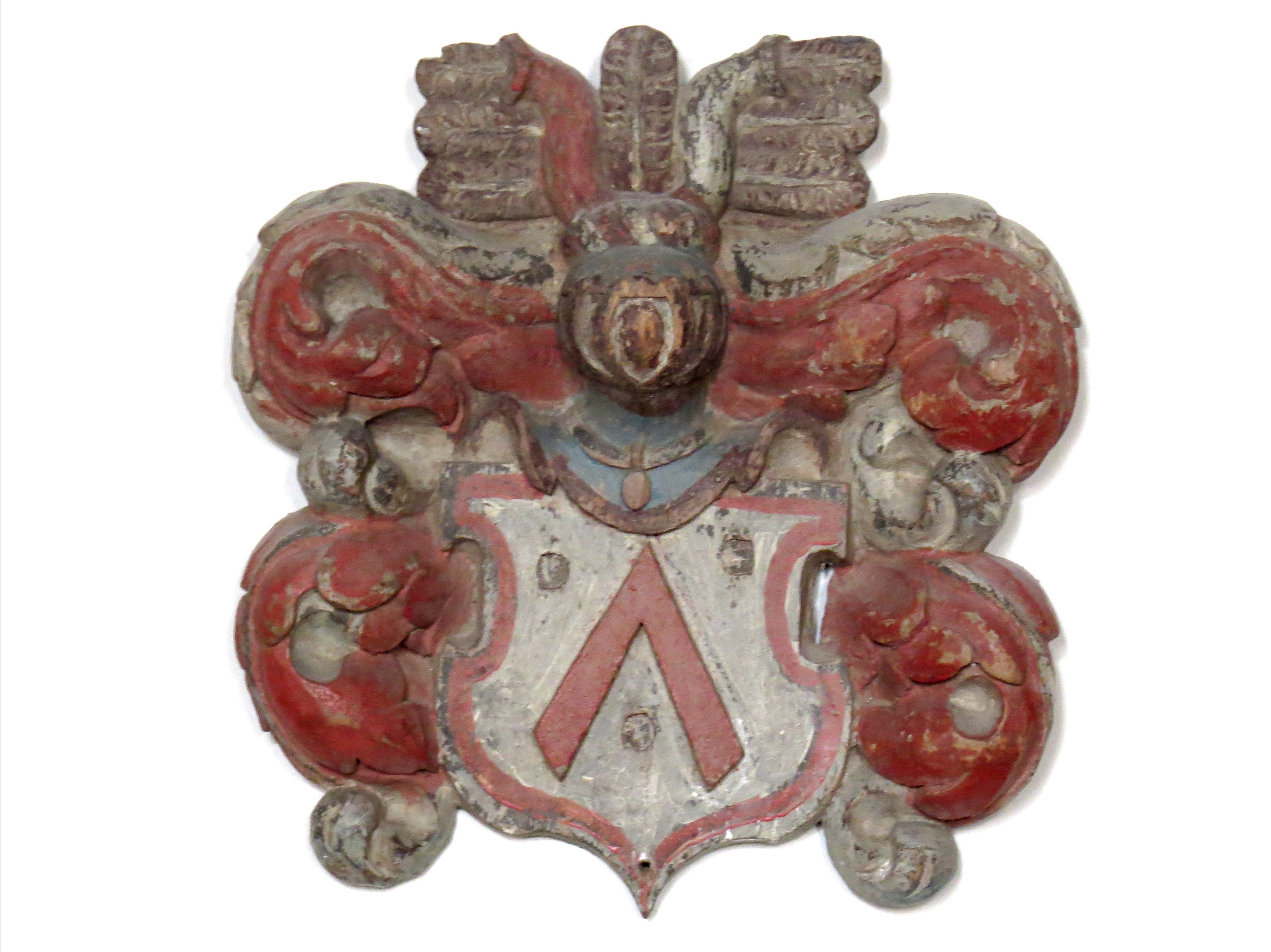
Familienwappen

Niels Kaas, auch Niels Kås, (* 1535 auf dem Hof Stårupgård im Bistum Viborg; † 29. Juni 1594 in Kopenhagen) war dänischer Kanzler.

## Leben
Er entstammte dem dänischen Uradelsgeschlecht der Kaas-Sparre. Seine Eltern waren Niels Kaas, der sieben Monate vor dessen Geburt starb, und dessen Frau Anne Bjørn, die starb, als Kaas fünf Jahre alt war.
Kaas wuchs daher bei seinem Onkel, dem Rechenschaftspropst im Bezirk Jelling und späterem Kantor im Domkapitel von Ribe Mogens Kaas auf. Der schickte ihn auf die Schule in Viborg. Während der neunjährigen Schulzeit erwarb er eine gründliche Christentumskunde, viel Latein, genügend Griechisch und einige dialektische und rhetorische Regeln. 1549 kam er nach Kopenhagen, wo er bei Niels Hemmingsen, der die weitere Ausbildung übernahm. Er vervollständigte seine Lateinkenntnisse, erwarb sich einiges theologisches Wissen und auch einiges an Welt- und Vaterlandsgeschichte. 
Er begann Studien in Ethik und Rechtswissenschaften. Dann zog er ins Ausland und immatrikulierte sich 1534 in Wittenberg, wo er bei Melanchthon studierte. Später studierte er in Frankfurt (Oder) und in Löwen. Als er 1557 heimkehrte, hatte er Kenntnisse in Geschichte und Staatswissenschaften und konnte sich auf Latein unterhalten, was bei Verhandlungen mit dem Ausland wichtig war. Er bekam eine Stelle in der königlichen Kanzlei und als der König während des Siebenjährigen Krieges mit seinem Kanzler Johan Friis auf Reisen war, stand er dem Teil der Kanzlei vor, der in Kopenhagen verblieben war. 1568 und 1569 nahm er an den ergebnislosen Friedensverhandlungen mit Schweden in Roskilde und an der Grenze bei Ulfsbæk teil. 1570 gehörte er neben den Reichsräten Peder Bille und Jørgen Rosenkrantz zu der Delegation, die den Frieden von Stettin schloss, und 1572 zu der Delegation bei den Verhandlungen mit Schweden bei Brømsebro.
Nach dem Tod von Johan Friis 1570 wurde Niels Kaas mit dem Amt eines königlichen Kanzlers betraut und 1573 vom Reichsrat förmlich ernannt. Nach dem Tode des Reichshofmeisters Peder Oxe 1575 war er der mächtigste Mann im Staate nach dem König.
König Friedrich II. hielt große Stücke auf ihn und wollte ihn allezeit um sich haben. Er verstand es, schwierige Verhandlungen zu einem guten Ende zu bringen. Hervorzuheben ist dabei die Schlichtung der langwierigen schleswigschen Lehnsstreitigkeiten 1579, die Lösung der Nachfolgefrage nach Herzog Johann dem Älteren (1581) und die Teilung mit Herzog Johann dem Jüngeren 1582. Nach dem Frieden von Stettin ist ein Aufschwung im Staate zu konstatieren, was sicher zum großen Teil auf das Wirken des Kanzlers Kaas zurückzuführen ist.
Als Kanzler des Königs war er gleichzeitig auch Kanzler der Universität. Viele ihm gewidmete Schriften zeigen, wie groß das Vertrauen der Verfasser zu ihm war. Er nahm besonderen Anteil an den Forschungen von Tycho Brahe und dem Historiker Anders Sørensen Vedel. Geschichte interessierte ihn besonders, und er stand in Briefwechsel mit dem Historiker David Chyträus in Rostock. Er vertrat die Auffassung, dass Geschichtskenntnis für die Leitung eines Staates unumgänglich sei. Daher setzte er sich erfolgreich für einen Lehrstuhl in Geschichte an der Universität Kopenhagen ein, den als erster Niels Krag besetzte.
Als Friedrich II. starb, war Kronprinz Christian noch nicht volljährig. Kaas wurde mit drei weiteren Reichsräten mit der Führung des Reiches betraut und die Königinwitwe Sophie ausgeschaltet. Das trug ihm viele schwierige Verhandlungen mit ihr und ihrem Vater Herzog Ulrich von Mecklenburg ein. Selbst nachdem der Kronprinz 1593 vom Kaiser in den Herzogtümern für mündig erklärt worden war und man dort das Erbrecht des Königshauses für Schleswig und Holstein nicht weiter verfolgte, sondern ihn in Schleswig und Holstein zum Herzog wählen ließ, hielt man ihn in Kopenhagen noch von den Regierungsgeschäften fern.
Die Regierungsgeschäfte zehrten an den Kräften von Niels Kaas. Einige Tage vor seinem Tod ließ er den jungen König in Gegenwart der übrigen drei Mitglieder des Regierungsrates zu sich kommen und gab ihm Ratschläge zur künftigen Regierung und legte ihm die Erweiterung der Flotte ans Herz, auf der die Verteidigung des Landes im Wesentlichen beruhe.